# Dacheng
För andra betydelser, se Dacheng (olika betydelser).
Dacheng, tidigare romaniserat Tacheng, är ett härad som lyder under Langfangs stad på prefekturnivå i Hebei-provinsen i norra Kina.